# مسجد الحسيني
مسجد الحسيني؛ هو مسجدٌ تاريخيٌّ يقع في الطرف الغربي لمدينة شقراء، على مقربة من سور شقراء الغربي.

## أهمية المسجد
يعتبر مسجد الحسيني من أقدم المساجد في مدينة شقراء، ولا يعرف تاريخ إنشاؤه، ولكن هنالك عدداً من الوثائق التي تدل على أن بناءه كان في القرن الثاني عشر الهجري، ونصت هذه الوثائق على أوقاف المسجد، كما أن هنالك وثيقة تنص على إعادة بناء المسجد، وتاريخ هذه الوثيقة عام 1407هـ.

## تاريخ المسجد
يعتبر مسجد الحسيني من أقدم مساجد بلدة شقراء التراثية ويعود تاريخ إنشاء المسجد إلى القرن الثاني عشر هجري، وقد أعيد بناء المسجد مرة أخرى عام 1307هـ وكان يعد المسجد الثاني في البلدة القديمة بعد المسجد الجامع، وقد أقيمت أول صلاة جمعة بالمسجد عام 1354هـ وذلك أثناء عملية توسعة المسجد الجامع، كما أقيمت صلاة الجمعة في المسجد مرة أخرى بعد هدم المسجد الجامع عام 1386هـ.

## أبرز الأئمة
- الشيخ سعد بن عبد العزيز البواردي (السعدي)
- الشيخ إبراهيم بن عبد اللطيف العبد اللطيف
- الشيخ عبد الرحمن بن إبراهيم الخلف العيسى
- الشيخ محمد بن ناصر الشقري (شقران)
- الشيخ سليمان بن علي الصالح
- عبد الله محمد الطويل (مؤذن)
- عمر العقيل (مؤذن)
- محمد إبراهيم الشليل (مؤذن)
- عبد العزيز محمد الجلال (مؤذن)

## التكوين المعماري
يحتوي المسجد على عدد من المرافق منها: (الخلوة) وهي مكان تحت الأرض وتقام فيها الصلاة غالياً في فصل الشتاء: لاتقاء البرد، كما يشمل المسجد على مساحة خارجية – السرحة- تقام فيها الصلاة فترة النهار في فصل الشتاء، كما تقام لصلاة في سطح المسجد في فصل الصيف وخصوصاً فترة الليل أو صلاتي الظهر والعصر في أيام الشتاء المشمسة.
ومن مرافق المسجد التي أعيد ترميمها المسقاة وهي دورات المياه الخاصة بالوضوء في مسجد الحسيني، كما أعيد حفر بئرها الأصلية و (المنحات) وهي مكان منحدر بطول عمق البئر مخصص للماشية والدواب ليسهل عليها عملية استخراج الماء من البئر، كما أعيد بناء المئذنة والتي سقطت عام 1418هـ من جراء كثرة السيول، وترتفع قرابة 12 متراً، وكان الغرض منها إسماع صوت الأذان لاقصى مسافة ممكنة، حيث يسمع الجميع لعدم وجود المكبرات الصوتية آنذاك.
ومن مرافق المسجد: حايط لولوة وحويط الجماعة وهي عبارة عن حقول نخل موقوفة على المسجد ومحيطة به وتصرف عليها سيول الحي، كما تم استحداث بوابة من سور شقراء الغربي لتسهيل عملية الوصولو للمسجد.
وقد تم الانتهاء الكامل من المشروع وانارة المسجد والأماكن المحيطة به، وتوفير دورة مياه حديثة وتوصيل شبكة المياه لها وتكييف المسجد من الداخل لإقامة جميع الصلوات بما فيها صلاة التراويح وذلك عام 1419هـ.

## الترميم
قامت مؤسسة التراث الخيرية بترميم المسجد عام 1431هـ بدعم من الأهالي.